# Frank Costello
Frank Costello (italiensk: [koˈstɛllo]; født Francesco Castiglia; 26. januar 1891 – 18. februar 1973) var en italiensk-amerikansk overhoved ("boss") i mafiaorganisationen kaldet Luciano-familien fra 1934. I 1957 overlevede Costello et mordforsøg beordret af Vito Genovese og udført af Vincent Gigante. Det fik Costello til at trække sig tilbage fra posten som boss for familien, der herefter blev overtaget af Genovese, og fortsatte sine aktiviteter som Genovese-familien.
Efter at have overladt kontrollen med familien til Genovese var Costello fortsat aktiv i den amerikanske mafia og mødtes ofte med andre ledere fra De fem familier, bl.a. Carlo Gambino og Frank Lucchese.